# الغيلانة
الغيلانة، هي قرية من فئة (أ) تقع في محافظة رماح، والتابعة لمنطقة الرياض في السعودية. وتبعد الغيلانة عن محافظة رماح بمسافة تقارب 18 كم.